# Джоузеф Ърлангър
Джоузеф Ърлангър (на английски: Joseph Erlanger); роден на 5 януари 1874 г. в Сан Франциско, Калифорния, починал на 5 декември 1965 г. в Сейнт Луис, Мисури) е американски физиолог.
Получава заедно с Хърбърт Гасер Нобеловата награда за физиология или медицина за откриването на различни типове високодиференцирани нервни клетки през 1944 г.

## Биография
Баща му Херман Ърлангър произхожда от малко село във Вюртемберг и емигрира напълно сам (на 16 години) в САЩ през 1842 г. Неговите сънародници му помагат и го изпращат в Ню Орлеанс. Работи по река Мисисипи като пътуващ търговец без особен успех. По време на златната треска пробва в тази област, но няма успех. Установява се в Калифорния. Там среща сестрата на своя търговски партньор Сара Селинджър, която също е от Вюртемберг, и се жени за нея.
Джоузеф е 6-то дете на семейството, което е от еврейски произход. Започва да учи химия в University of CaliforniaJohns Hopkins University, където става бакалавър (на английски: Bachelor of Science). По-късно следва медицина в Johns Hopkins University, където завършва като доктор по медицина.
След година работа в Johns Hopkins Hospital става асистент по физиология в медицинското училище там. Жени се за Еме Хирстъл през 1906 г. Двамата имат 3 деца.

## Научни постижения
От 1922 г. работи заедно с Херберт Гасер повече от 10 години по изследването и представянето на потенциала на действието на нервния импулс. В тази нова област за времето, след като не успяват със свои собствени конструкции, те успяват да преработят катоднолъчева тръба за работа с ниски потенциали и да покажат изображението на нервния импулс. При своите изследвания доказват, че има различни видове неврони с различни прагове на възбудимост. Доказват, че скоростта на придвижване на нервния импулс е в пряка зависимост от дебелината на нерва.